# 鳳鳴駅 (平安北道)
鳳鳴駅（ポンミョンえき、朝鮮語: 봉명역）は、朝鮮民主主義人民共和国平安北道定州市にある駅であり、平北線に属する。 

## 歴史
- 1939年9月27日：開業[1]。

## 隣の駅
平北線
定州青年駅 - 鳳鳴駅 - 方峴駅